# Effet du zinc sur le rhume

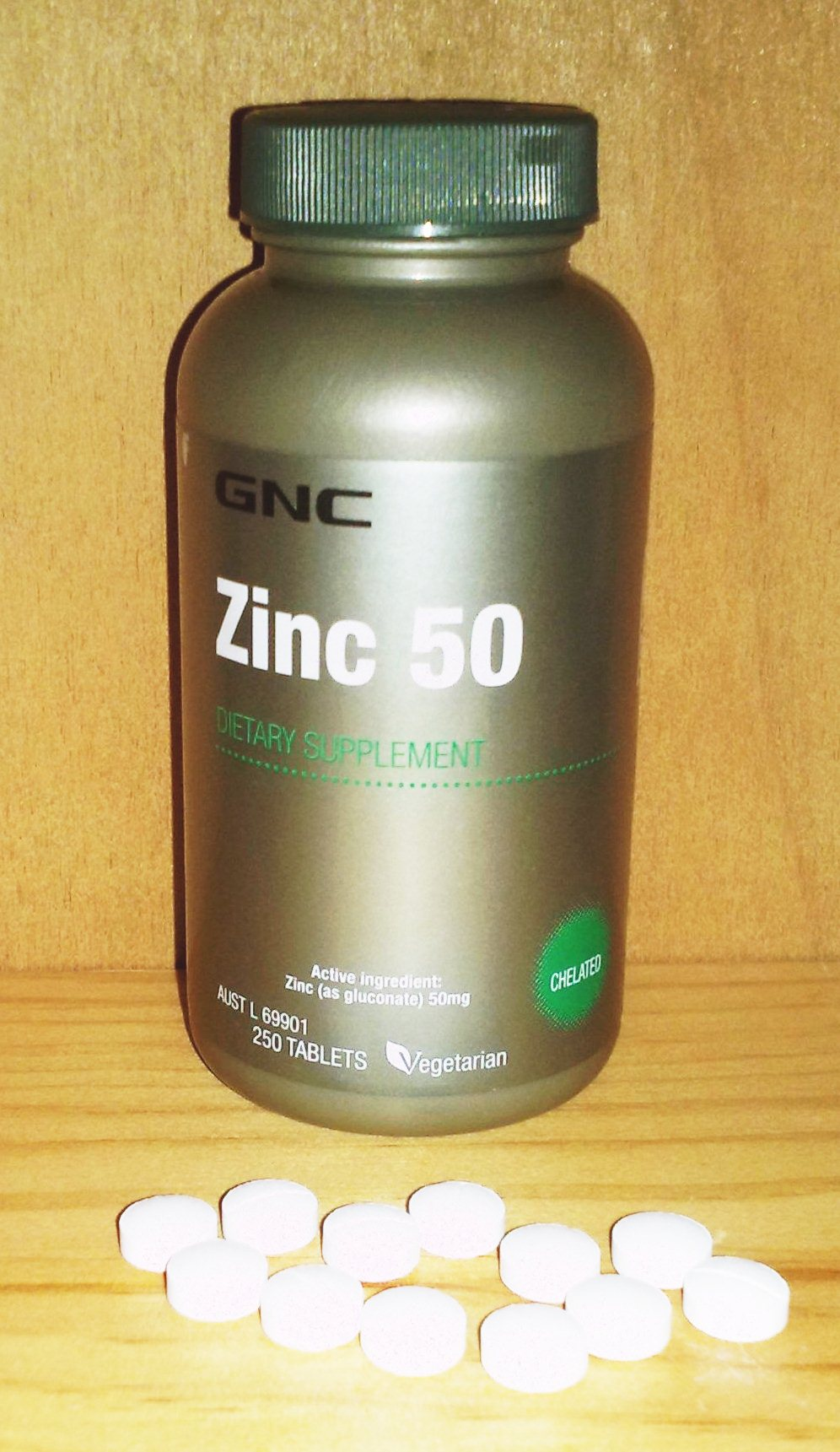
Gluconate de zinc (comprimés de 50 mg)

Les suppléments de zinc (souvent des pastilles d'acétate de zinc ou de gluconate de zinc) sont un groupe de compléments alimentaires couramment utilisés pour le traitement du rhume. Il a été démontré que l'utilisation de suppléments de zinc à des doses supérieures à 75 mg/jour dans les 24 heures suivant l'apparition des symptômes réduit la durée des symptômes du rhume d'environ 1 jour chez les adultes,. Les effets indésirables des suppléments de zinc par voie orale comprennent le mauvais goût et des nausées,. L'utilisation intranasale de vaporisateurs nasaux contenant du zinc a été associée à la perte de l'odorat; par conséquent, en juin 2009, la Food and Drug Administration des États-Unis (USFDA) a averti les consommateurs de cesser d'utiliser le zinc intranasal.
Le rhinovirus humain – le pathogène viral le plus courant chez l’homme – est la cause prédominante du rhume.

## Efficacité
Une méta-analyse de 2016 sur les pastilles d'acétate de zinc et le rhume chez 199 patients a révélé que les rhumes étaient 2,7 jours plus courts grâce à l'utilisation de pastilles de zinc. Cette estimation est à comparer avec les 7 jours de durée moyenne des rhumes dans les trois essais.
Une méta-analyse de 2015 sur les pastilles de zinc et le rhume n'a trouvé aucune différence dans les effets des pastilles d'acétate de zinc sur divers symptômes respiratoires. Bien que les pastilles de zinc conduisent très probablement à la concentration la plus élevée de zinc dans la région pharyngée, une méta-analyse ultérieure a montré que les effets des pastilles d'acétate de zinc à forte dose ne différaient pas significativement dans leurs effets sur les symptômes pharyngés et nasaux. La durée des écoulements nasaux a été raccourcie de 34 %, la congestion nasale de 37 %, les éternuements de 22 %, les grattements de la gorge de 33 %, les maux de gorge de 18 %, l'enrouement de 43 % et la toux de 46 %. Les pastilles de zinc raccourcissaient la durée des douleurs musculaires de 54 %, mais il n'y avait aucun effet significatif sur la durée des maux de tête et de la fièvre.
Une revue de 2013 qui indiquait que la supplémentation en zinc pourrait être utile pour le rhume a été retirée par la collaboration Cochrane en raison de préoccupations concernant les données utilisées.

### Interactions
Certaines formulations de pastilles ne contiennent pas suffisamment de zinc pour réduire efficacement la durée des rhumes ; certains d'entre eux contiennent des ingrédients qui lient le zinc, comme l'acide citrique, qui empêchent le zinc de fonctionner.

## Sécurité
Il y a eu plusieurs cas de personnes utilisant des sprays nasaux au zinc et souffrant d'une perte d'odorat. En 2009, la Food and Drug Administration des États-Unis a émis un avertissement selon lequel les gens ne devraient pas utiliser de vaporisateurs nasaux contenant du zinc.
Un apport excessif en zinc peut entraîner un goût désagréable et/ou des nausées.

## Mécanisme d'action
Le mécanisme d'action hypothétique par lequel le zinc réduit la gravité et/ou la durée des symptômes du rhume est la suppression de l'inflammation nasale et l'inhibition directe de la liaison aux récepteurs rhinoviraux et de la réplication rhinovirale dans la muqueuse nasale. Le zinc est connu depuis de nombreuses années pour avoir un effet sur les virus du rhume en laboratoire. Dans les familles de virus arteriviridae et coronaviridae qui causent également le rhume, des études in vitro ont montré que les ionophores de zinc bloquent la réplication de ces virus en culture cellulaire.